# Fyodor Lashchenov
Fedir Serafynovych Lashchonov (em ucraniano:  Федір Серафимович Лащонов; Rovenky, 4 de novembro de 1950) é um ex-jogador de voleibol da Ucrânia que competiu pela União Soviética nos Jogos Olímpicos de 1980.
Em 1980, ele fez parte do time soviético que conquistou a medalha de ouro no torneio olímpico, no qual atuou em quatro partidas.